# Сильвестр, Ги
Ги Сильвестр (17 мая 1918, Сорель-Трэси, Квебек, Канада — 26 сентября 2010, Оттава, Онтарио, Канада) — канадский библиограф, библиотечный деятель и литературовед.

## Биография
Родился 17 мая 1918 года в Сорель-Трэси. В 1936 году поступил в университет в Оттаве, который окончил в 1941 году. Долгое время занимал почётную должность личного секретаря премьера-министра Канады, а в 1968 году был избран на должность директора Национальной библиотеки Канады.
Скончался 26 сентября 2010 года в Оттаве.

## Научные работы
Основные научные работы посвящены литературоведению. Автор ряда научных работ.

## Членство в обществах
- 1951-73 — Член Королевского общества Канады.
- 1973-? — Президент Королевского общества Канады.

## Награды и премии
- Был удостоен многих правительственных наград, а также ряда почётных званий.